# باتريس ليكورنو
باتريس ليكورنو (بالفرنسية: Patrice Lecornu)‏ هو لاعب كرة قدم ومدرب كرة قدم فرنسي في مركز الهجوم، ولد في 24 مارس 1958 في فليرس في فرنسا. شارك مع منتخب فرنسا ب لكرة القدم ‏ ومنتخب فرنسا لكرة القدم. أما مع النوادي، فقد لعب مع نادي أنجيه ونادي النجم الأحمر ونادي نانت.

## وصلات خارجية
- باتريس ليكورنو على موقع قاعدة بيانات كرة القدم.إي يو (الإنجليزية)
- باتريس ليكورنو على موقع ناشيونال فوتبول تيمز (الإنجليزية)
- باتريس ليكورنو على موقع عالم كرة القدم.نت (الإنجليزية)